# LTC NOMI
LTC NOMI is een tennisverenigingen uit Sneek. De club is de eigenaar van Tennispark Sneek.
NOMI is opgericht op 16 juli 1928. De naam van de vereniging is een afkorting van de leus Naar Ontspanning Met Inspanning. De tennisvereniging heeft in 2011 meer dan 575 seniorenleden en 175 jeugdleden.
De club speelt sinds 1994 haar wedstrijden op haar eigen tennispark aan de Stadsrondweg Noord. In 2004 is op dit terrein een tennishal gebouwd. Het clubhuis van de vereniging bevindt zich ook op dit terrein, er is een zomer- en winterkantine.
De vereniging biedt op haar accommodatie ook tennislessen aan, welke worden verzorgd door Tennisacademie Friesland. Het bekendste evenement dat de vereniging organiseert is het Hamilton Bright Open (maart), FINX Open (juni) en Sneeker Tenniskampioenschappen (september).